# 穩態 (系統)
系统科学中，系統或是過程的穩態（steady state）是指定其行為的變數（稱為狀態變數）不隨時間而變化。在連續時間系統中，穩態表示系統的性質p對時間的偏导数為零，而且會持續為零：
{\displaystyle {\frac {\partial p}{\partial t}}=0\quad {\text{for all }}t.}
若是離散時間系統，穩態表示系統每一個性質的差分為零，而且會持續為零：
{\displaystyle p_{t}-p_{t-1}=0\quad {\text{for all }}t.}
穩態的概念在許多領域都有用到，特別是热力学、經濟及工程学。若系統在穩態，則最近觀測到的系統狀態也會持續下去。在隨機系統中，各個狀態的機率也會維持不變。
對於許多系統，系統啟動後需要一段時間才會進入穩態。進入穩態前的狀態稱為暫態或啟動階段。例如流過管子的流体會呈現穩態，這表示有持續固定的流體通過，而正在裝水的水槽則是暫態，因為水的體積仍隨時間而變化。
系統常常是以渐近的方式進入穩態。若系統無法進入穩態，反而發散，這稱為不檼定的系統。
化學上，穩態是比動態平衡範圍更廣的概念，動態平衡是指二個或是多個可逆反應同時發生，速率相等，而穩態的化學系統不一定要處於動態平衡，因其中一些反應可能是不可逆的。換言之，動態平衡只是穩態的其中一種體現。

## 應用

### 經濟學
穩態經濟是指一個國家（或城市、區域或全世界）經濟在一個穩定的規模，可以有穩定的人口以及穩定的消费，而且是在其环境承载力的範圍內。在罗伯特·索洛和特雷弗·斯旺的经济增长模型中，穩態出現在物質資本的總投資等於總折舊，經濟處在經濟均衡的狀態下。

### 電子學
電子學中的穩態是指電路的一種平衡狀態，其中暫態的影響已可以省略。
在電路中，如何決定穩態是很重要的主題，因為許多電子系統的重要規格都是以穩態下的特性有關。週期性的穩態解是小信號建模的先決條件。因此穩態分析就是設計過程中不可少的一部份。
有時也會將恒包络的振盪視為是穩態，此情形下，振盪不會消失，而是以固定的振幅繼續振盪。

### 化學工程
在化學、热力学及化学工程的穩態是指系統的狀態變數在系統的過程運行當中，仍然維持定值。若整個系統都在穩態（也就是所有的狀態變數都是常數），在系統中一定有某種「流」通萵過系統的各部份（參考質量平衡）。其中一個最簡單的例子是浴缸的水龍頭開著，而放水的栓塞也沒有塞住。在一段時間後，進入浴缸的水和離開浴缸的水一樣多，水面高度（其狀態變數是水量）穩定，系統進入穩態。而當時的水量和浴缸的大小，放水孔的大小以及水龍頭的進水量有關。因為浴缸的水也可能會满出來，因此也可能是進水量等於放水口出水量加上水满溢出來的量，因此達到穩態。
穩態流動過程的條件是在不同時間下，所有的條件都仍要維持定值。這段時間內待測的質量或能量不能有累積的情形。在系統每一部份的質量流率都維持定值。熱力學的性質可能會隨位置而不同，不過每一點的熱力學性質都不隨時間而變化。

### 電機工程
正弦穩態分析是在分析交流電路時的一種方法，可以用類似分析直流電路的方式分析。
電機機械或是電力系統維持在其原來狀態的能力稱為穩態穩定性
。
系統的穩定性是指在出現擾動之後，系統恢復到其穩態的能力。電力是由同步發電機所產生，也會和系統的其他部份保持同步。發電機和電網同步時，表示兩者的頻率、電壓及相序都相同。因此可以定義電力系統的穩定性是系統可以保持同步，且回到穩態的能力。一般電力系統穩定性可分為三種：穩態、暫態及動態穩定性。
穩態穩定性（steady state stability）是系統在小幅、漸進的變化下的穩定性。此條件下，一般會限制電壓在其標準值附近，也會限制二個電網之間的相位差不要太大，並且檢查電力設備及傳輸線是否有過載。一般在電力潮流研究中會進行相關確認。
暫態穩定性（transient stability）是系統在大幅擾動下的穩定性。在同步交流發電機大幅擾動後，機械的功率角（負載角）會因為軸的突然加速而有大幅變化。暫態穩定性的目標是確認在擾動消失後，負載角是否會回到穩態。
系統在連續性小擾動下的穩定性即為動態穩定性（dynamic Stability），也稱為小信號穩定性（small-signal stability）。小擾動是因為負載及發電機的隨機性波動所造成。在互聯的電力系統中，這些隨機性波動可能會讓轉子角度持續增加，因而造成災難性的失效。

### 機械工程
若機械系統上施加了週期性的力，一般來說系統會有些暫態特性，之後就會進入穩態。像振动系統（例如钟摆）就有此特性，不過也可能會出現一些稳定或半穩定的動態系統。也有一些特定的狀態，會在一開始就進入穩態。

### 光纖
在光導纖維中，「穩態」就是平衡模式分配的同義詞。

### 生理學
体内稳态（Homeostasis，源自古希臘語 ὅμοιος, hómoios, 類似 and στάσις, stásis, 站著）也稱為體內平衡，是生物調節其內部的環境，維持在穩定、不變條件下的特性。體內平衡一般是指生物，此概念源自克洛德·贝尔纳在1865年提出的内环境概念。體內平衡需要許多動態平衡調整及控制的機制才能達到。

### 生物化学
在生化反应中，稳态是在一定的时间范围内，酶与底物形成复合物的速率与产物生成的速率相等的状态。

### 生态学
生态学中的稳态是生态系统在面对变化着的外部条件下，能保持稳定的内部状态。

### 医学
稳态医学是一门研究生物体分子、细胞、器官及全身系统的科学，是以维持稳态平衡为立足点继而维护人体健康、预防和诊疗疾病的综合性学科。与传统的“对症治疗”相比，稳态医学是更针对疾病根源，注重对稳态破坏的“对因治疗”及动态重建各系统平衡为重点的新体系，以新视角认识健康和诊疗疾病。"稳态医学"是中国科学院王松灵院士提出的医学概念。
稳态医学主要包括三个方面内容：

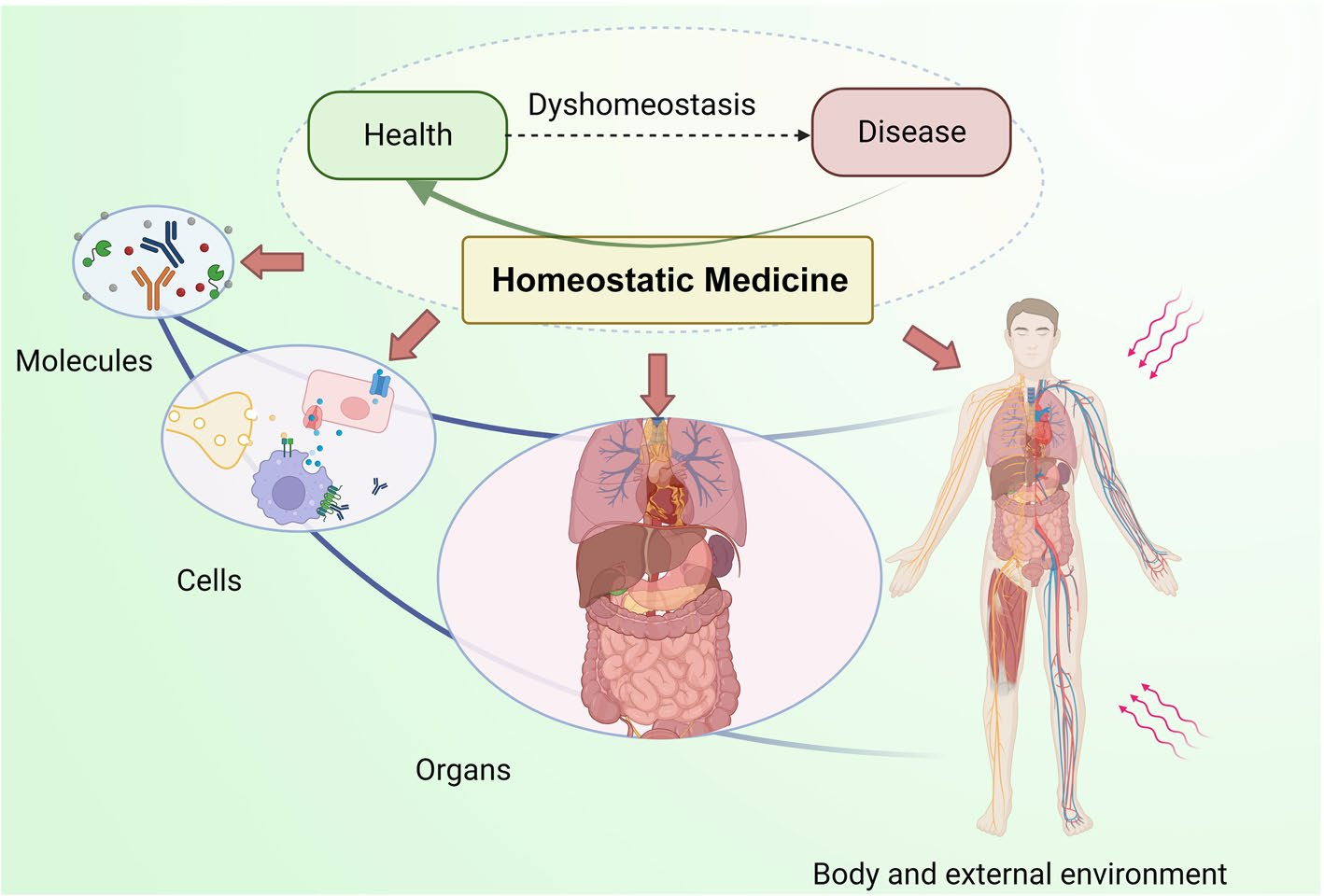
稳态医学概念图

首先是了解机体稳态及其调节机制在维持健康中的作用。稳态是生物体内部环境的平衡状态，对于健康至关重要，稳态调节机制包括各种生理过程和反馈机制，能够维持机体内部稳定的状态；
其次是分析疾病过程中稳态失衡的原因及干预因素。疾病的发生往往与机体内部稳态的失衡有关，通过深入研究稳态失衡的原因，可以了解疾病的发展机制，找到干预因素；
最后是综合前两项获得的信息，通过合理干预恢复机体稳态，达到维持机体健康和防治疾病的目的。基于对稳态的认识和疾病机制的分析，可以制定相应的干预策略，恢复稳态，促进健康的恢复和维持，防治疾病的发生和发展。
稳态医学针对疾病的本质，着重于"对因治疗"以及动态重建各系统平衡，构建以新视角认识健康和诊疗疾病为重点的新体系。稳态医学致力于深入了解疾病产生的根源，并通过恢复和维持稳态来解决疾病问题。这一新的观念和方法突破了传统医学模式，强调了整体平衡和健康恢复的重要性。理想的稳态医学治疗模式应该综合考虑血管生物力学、细胞信号转导、免疫微环境等方面的稳态调节机制。在这个模式中，首先要识别并阻断疾病发展过程中的关键节点，以防止疾病进一步恶化；其次，治疗方法应在不破坏体内平衡过程的前提下进行，以免引起其他不良影响；最终目标是通过恢复稳态来改善机体的状态，促进健康的恢复和维持。这种综合调节的治疗模式可以更好地针对疾病的多方面因素，从而提高治疗效果和患者的整体健康水平。